# خاک مهرآئین
خاک مهر آیین یک اثر موسیقایی سمفونیک با مضمون ملی - میهنی است. بر خلاف آنچه که بسیاری تصور می‌کنند که سرود «خاک مهر آیین» از ترانه‌های قدیمی است، این سرود در سال ۱۳۸۷ در مرکز موسیقی سازمان صدا و سیما به آهنگسازی علی اکبر قربانی و با شعری از اسماعیل فرزانه ساخته شد.
این اثر موسیقایی در وصف کشور ایران است که بارها توسط ارکستر سمفونیک تهران به خوانندگی سالار عقیلی اجرا شده  و با ایجاد شور و حس ملی، مورد توجه و تشویق شنوندنگان قرار گرفته است.  همچنین توسط ارکستر ملی ایران و ارکستر مهرنوازان به رهبری فرهاد فخرالدینی و خوانندگی سالار عقیلی اجراهای متعددی داشته است.  سپس توسط گروه آوازی تهران (وکاپلا) در جشنواره‌های مختلف از جمله جشنواره فیلم فجر و جشنواره موسیقی فجر، به خوانندگی وحید تاج و به سرپرستی میلاد عمرانلو به اجرا در آمد. یکی از ویژگی‌های این اجراها عدم استفاده از هرگونه ساز است. این سبک اجرا در موسیقی، اَکاپلا (A cappella) نام دارد و به نوعی موسیقی آوازی بدون همراهی ساز گفته می‌شود که تنها با صدای خروجی از حنجره انسان و دهان اجرا می‌شود. 